# Lowell (Massachusetts)
Lowell è una city degli Stati Uniti d'America, capoluogo assieme a Cambridge della contea di Middlesex nello stato del Massachusetts.
Deve il suo nome all'industriale Francis Cabot Lowell, protagonista della rivoluzione industriale negli Stati Uniti.
È sede dell'università pubblica statale University of Massachusetts Lowell.